# مقاطعة بلدوين
مقاطعة بلدوين (بالصومالية: Degmada Beledweyne)‏ هي إحدى مقاطعات محافظة هيران بوسط الصومال، عاصمتها بلدوين، وتستوطنها عشيرة حوادلي بشكل رئيسي.

## روابط خارجية
- مقاطعات الصومال
- الخريطة الإدارية لمقاطعة بلدوين